# Kompania Zamkowa

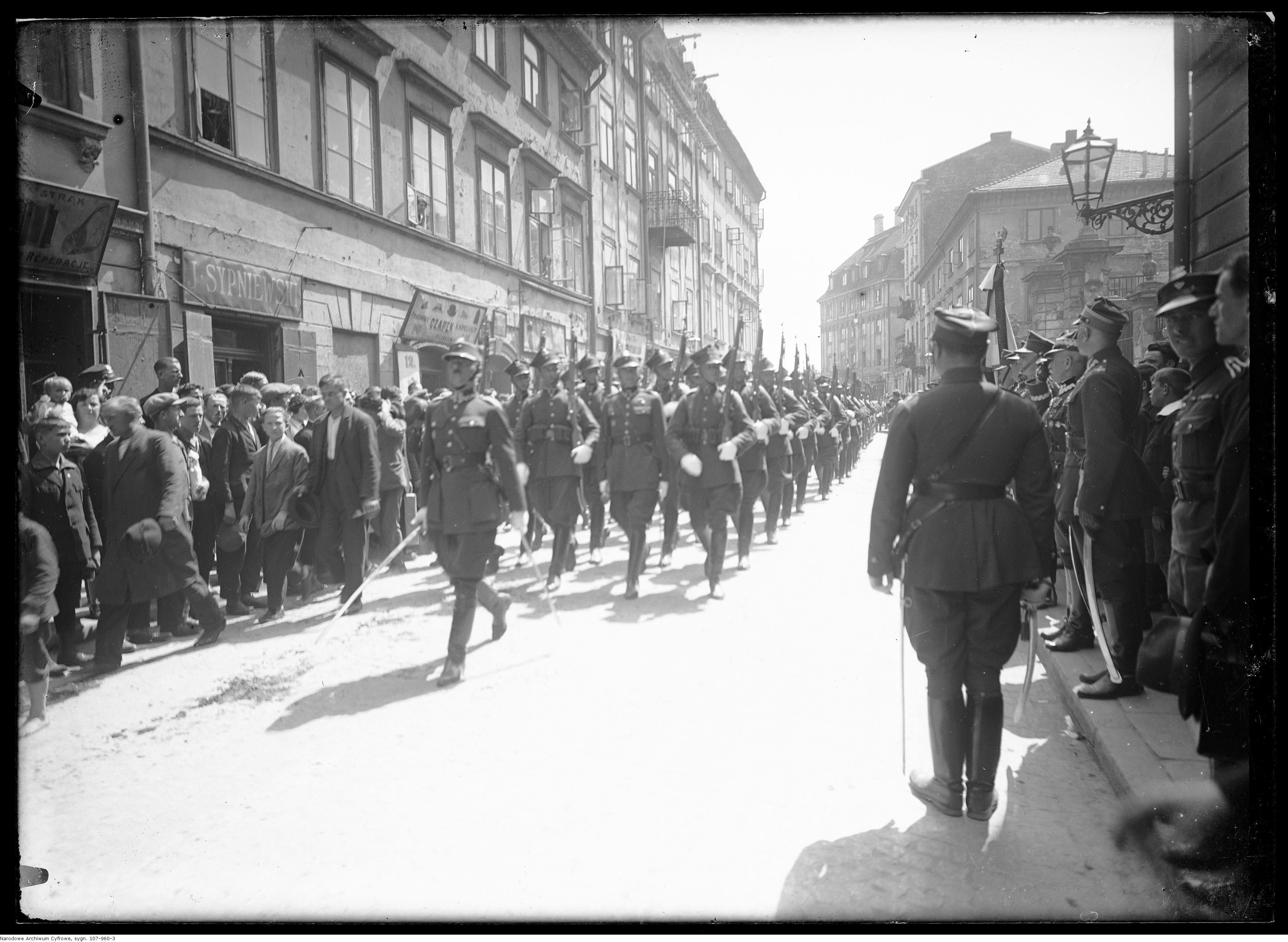
Defilada Kompanii Zamkowej na ul. Podwale w Warszawie, II połowa lat 20.

Kompania Zamkowa – pododdział piechoty Wojska Polskiego w latach 1926–1939 przeznaczony do pełnienia służby wartowniczej w miejscu postoju Prezydenta Rzeczypospolitej oraz spełniający funkcje reprezentacyjne.

## Formowanie i zmiany organizacyjne
20 lipca 1926 roku w miejsce zlikwidowanej Kwatery Wojskowej Prezydenta Rzeczypospolitej i Oddziału Przybocznego Prezydenta Rzeczypospolitej został zorganizowany Gabinet Wojskowy Prezydenta Rzeczypospolitej.
Etat gabinetu przewidywał sformowanie między innymi kompanii zamkowej w składzie:
- drużyna dowódcy kompanii
- trzy plutony piechoty
- pluton ciężkich karabinów maszynowych
- pluton żandarmerii.

Włączenie żandarmów do piechoty spotkało się ze sprzeciwem ówczesnego szefa Departamentu Piechoty Ministerstwa Spraw Wojskowych, gen. bryg. Józefa Kordiana-Zamorskiego sprawującego bezpośredni nadzór nad żandarmerią. 12 października 1926 roku żandarmi zostali bezpośrednio podporządkowani szefowi gabinetu pod nazwą – zamkowy pluton żandarmerii.
W październiku 1928 roku kompania zamkowa wraz z zamkowym plutonem żandarmerii, zamkową kolumną samochodową i stajnią zamkową weszła w skład Oddziału Zamkowego.
Kompania była wystawiana przez 36 Pułk Piechoty Legii Akademickiej stacjonujący w Warszawie. Podczas uroczystości państwowych kompanii towarzyszył szwadron wystawiony przez 1 Pułk Szwoleżerów Józefa Piłsudskiego.
Koszary kompanii znajdowały się na Podzamczu Zamku Królewskiego przy ulicy Bugaj w Warszawie.
Podstawowym zadaniem kompanii było pełnienie służby wartowniczej w Zamku Królewskim. Służbę wartowniczą pełniono również podczas pobytu prezydenta w rezydencji w Spale oraz w pociągu podczas prezydenckich podróży. Ponadto kompania spełniała funkcje reprezentacyjne. Uczestniczyła w uroczystościach powitalnych i pożegnalnych głów państw obcych i innych dostojników podczas ich oficjalnych wizyt, asystowała w uroczystościach, wyjazdach i przyjazdach Prezydenta.
Ostatnim dowódcą Kompanii Zamkowej był płk Włodzimierz Gulin, który we wrześniu 1939 roku osobiście towarzyszył prezydentowi Ignacemu Mościckiemu w ewakuacji do Rumunii.

## Obsada personalna kompanii
Dowódcy kompanii
- mjr piech. Stanisław Stefan Kłopotowski (1926 – IV 1928[1])
- kpt. piech. Witold Grzembo (IV 1928[2] – XII 1929[3])
- kpt. / mjr piech. Wiktor Gębalski (XII 1929[3] – V 1934[4] → dowódca Oddziału Zamkowego)
- kpt. Zygmunt Roszkowski (1934 – 1938)
- kpt. piech. Adam Jastrzębski (był III 1939)[5]

Obsada personalna kompanii w marcu 1939
- dowódca kompanii zamkowej – kpt. piech. Adam Jastrzębski
- dowódca I plutonu – por. piech. Włodzimierz Franciszek Gulin
- dowódca II plutonu – por. piech. Gwidon Adam Wonsch
- dowódca III plutonu – chor. Stefan Danek
- dowódca IV plutonu – por. piech Czesław Maksymilian Kropiwnicki